# Religioni nella Repubblica del Congo
CristianiReligioni africaneAgnostici/ateiAltroCristianiReligioni africaneAgnostici/ateiAltroReligioni nella Repubblica del Congo
Il cristianesimo è la religione più diffusa nella Repubblica del Congo, pari al 50% della popolazione totale. Altre forme religiose sono costituite dall'animismo, ovvero le religioni africane tradizionali (il 45%) e l'Islam, principalmente il sunnismo (il 2%).
La maggior parte dei cristiani nel paese seguono il cattolicesimo. Altre denominazioni cristiane provenienti dal protestantesimo includono la chiesa metodista, la chiesa Avventista, la Chiesa di Gesù Cristo dei santi degli ultimi giorni (i Mormoni). La stragrande maggioranza dei lavoratori musulmani residenti nei centri urbani sono invece immigrati provenienti dall'Africa occidentale e dal Libano, con una piccola minoranza originaria anche dall'Africa settentrionale. Gli immigrati dell'Africa occidentale sono arrivati soprattutto dal Mali, dal Benin, dal Togo, dalla Mauritania e dal Senegal. I libanesi sono principalmente musulmani sunniti. Nel paese vi sono anche 6 000 seguaci della scuola islamica Ahmadiyya.
Il resto della popolazione è costituita da individui che professano credenze e tradizioni religiose etniche indigene, ad esempio coloro che appartengono a diversi gruppi messianici, e da chi non pratica alcuna religione. Una piccola minoranza di cristiani professa il kimbanguismo, un movimento di sincretismo che ha avuto origine nella vicina Repubblica Democratica del Congo. Pur conservando molti elementi del cristianesimo, il kimbanguismo riconosce anche il suo fondatore (Simon Kimbangu) come profeta e lo incorpora nelle credenze tradizionali africane, come il culto degli antenati.
Pratiche riconducibili al misticismo o al messianesimo (in particolare tra l'etnia Lari della regione di Pool) sono state associate a movimenti politici di opposizione, compresi alcuni elementi facenti parte dell'insurrezione armata nella parte meridionale del paese dal 1997 al 2001. Mentre il movimento continua ad esistere, la sua influenza è diminuita considerevolmente a partire dal 2003.